# Bernard Cohen
 Bernard Cohen  (* Far Rockaway, Long Island, 1 de març de 1914 - ! Waltham, Massachusetts, 20 de juny de 2003), científic i historiador estatunidenc.
Va ingressar a la Universitat de Nova York a l'edat de 15 anys, si bé la va abandonar abans de finalitzar el primer curs per estudiar veterinària al  Farmington Agricultural Institute , i en 1933 va ingressar com a estudiant de primer any en Harvard. Després de graduar-se en matemàtiques, va passar a treballar a la mateixa universitat amb el professor George Sarton, considerat com el pare de la moderna història de la ciència.
Professor emèrit d'història de la ciència a la Universitat Harvard, Bernard Cohen va ser un estudiós dels treballs de Newton. Va publicar nombrosos treballs basats en el científic anglès així com en figures com Franklin, encara que un dels seus treballs més importants va ser la traducció a l'anglès de l'obra de Newton Principia Mathematica, realitzada en col·laboració amb Anne Whitman. En total té en el seu haver la publicació de més de 20 llibres i més de 150 articles.